# Grand Prix automobile d'Italie 1959
GP précédent GP suivant
Le Grand Prix d'Italie 1959 (XXX° Gran Premio d'Italia), disputé sur le circuit de Monza le 13 septembre 1959, est la quatre-vingt-troisième épreuve du championnat du monde de Formule 1 courue depuis 1950 et la huitième manche du championnat 1959.

## Contexte avant la course

### Le championnat du monde
Après l'annulation du Maroc qui aurait dû avoir lieu le 11 octobre, l'épreuve italienne était censée clore la saison. Cependant, les responsables de la Fédération Internationale ont envisagé en cours d'année d'intégrer au calendrier une seconde épreuve américaine, en plus des 500 miles d'Indianapolis (disputés sous réglementation USAC), afin d'étoffer le calendrier mondial 1959. Longtemps incertaine, l'organisation du Grand Prix des États-Unis est en passe d'être officialisée au moment où l'on s'apprête à disputer la course de Monza.
Malgré deux abandons consécutifs lors des deux dernières manches, l'Australien Jack Brabham est en tête du championnat, grâce à son excellent début de saison qui lui a valu trois victoires (dont une hors-championnat) ; fin technicien , il s'est énormément impliqué dans le développement et la mise au point des Cooper à moteur central arrière qui, malgré leur modeste puissance, ont infligé de sévères défaites aux Ferrari qui n'ont réussi à s'imposer que sur les circuits très rapides, avec Tony Brooks ; ce dernier, comptant quatre points de retard sur Brabham, se doit de réaliser une belle performance sur l'autodrome italien afin de conserver de bonnes chances de remporter le titre mondial. Pratiquement écarté de la course au titre après un début d'année catastrophique, Stirling Moss a réussi un brillant retour au premier plan : vainqueur du dernier Grand Prix du Portugal sur la Cooper du Rob Walker Racing Team, également dominateur deux semaines plus tard du Tourist Trophy où sa victoire a permis à Aston Martin de remporter le championnat du monde des voitures de sport, l'as britannique doit cependant presque impérativement remporter les deux dernières manches pour être sacré champion du monde.

### Le circuit

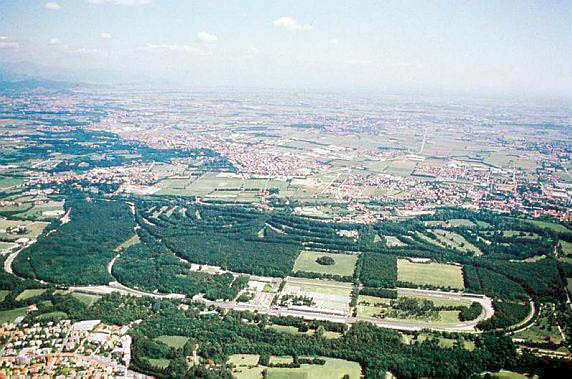
Vue aérienne de l'autodrome de Monza.

Malgré l'abandon, depuis 1957, de l'utilisation de l'anneau de vitesse pour les Grands Prix, l'autodrome de Monza reste l'un des circuits les plus rapides d'Europe. Le circuit routier, créé en 1922, développe 5,75 kilomètres, est composé de longues lignes droites et de courbes à grand rayon. Depuis 1958, l'Américain Phil Hill détient le record officiel de la piste, ayant accompli un tour à plus de 201 km/h de moyenne sur sa Ferrari au cours du Grand Prix. La veille, Stirling Moss avait tourné à près de 206 km/h sur sa Vanwall lors des qualifications, pulvérisant le record officieux du tracé routier.

## Monoplaces en lice
- Ferrari Dino 246 "Usine"

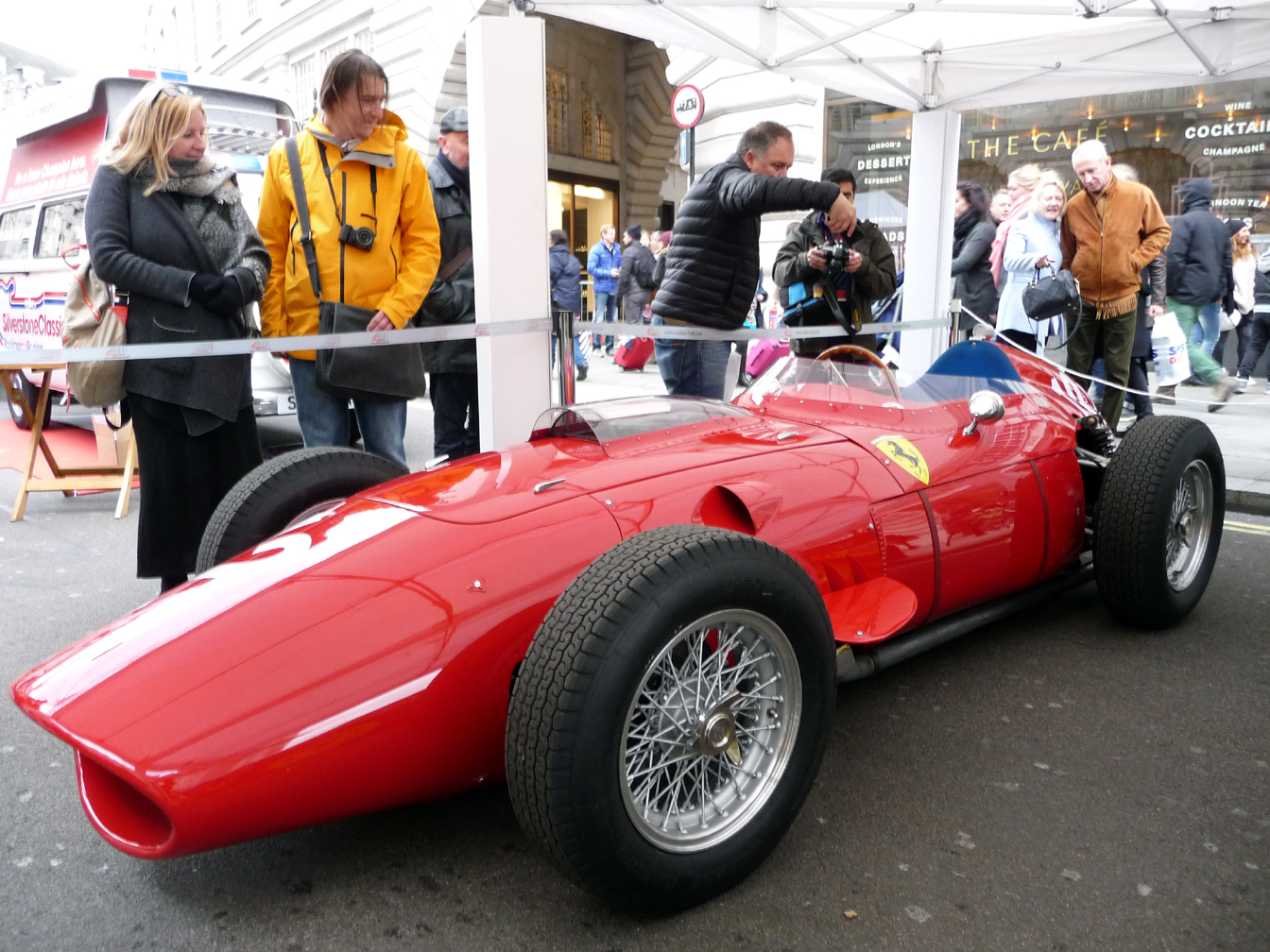
Avec cinq Dino 246 engagées, la Scuderia Ferrari est venue en force à Monza.

Jouant à domicile, la Scuderia Ferrari a engagé cinq Dino 246. De conception très classique, ces monoplaces de près de 600 kg sont équipées du moteur V6 type « 256 » (2474 cm3), à double allumage et alimenté par trois carburateurs double corps, délivrant 300 chevaux à 9000 tr/min. De loin les plus puissantes du plateau, les Ferrari souffrent toutefois d'un manque d'agilité et leur poids relativement élevé entraîne une usure relativement rapide de leurs pneumatiques face à leurs concurrentes britanniques. En lice pour le titre mondial, Tony Brooks est secondé par Phil Hill, Dan Gurney, Olivier Gendebien et Cliff Allison.
- Cooper T51 "Usine"

Le petit constructeur de Surbiton aligne trois T51 dont le moteur Coventry Climax FPF est disposé en position centrale arrière. Ne pesant que 485 kg, les Cooper bénéficient d'une tenue de route remarquable et d'une excellente maniabilité. Malgré la modeste puissance de leur moteur 4 cylindres (239 chevaux à 6 750 tr/min), leur vitesse de pointe n'est que légèrement inférieure à celle des Ferrari. Elles sont équipées d'une boîte de vitesses d'origine Citroën, à seulement quatre rapports. Masten Gregory n'étant pas entièrement rétabli après son accident survenu quelques jours plus tôt à Goodwood lors du Tourist Trophy, c'est le pilote italien Giorgio Scarlatti qui pilote la troisième voiture au côté de Jack Brabham et de Bruce McLaren. L'équipe de Rob Walker dispose également de châssis T51 à moteur Climax FPF. Bénéficiant d'une boîte de vitesses Colotti à cinq rapports dont la fiabilité a nettement progressé en cours de saison, ces voitures se révèlent plus performantes que les modèles d'usine, comme l'a démontré Stirling Moss sur le circuit de Monsanto. Walker a engagé deux voitures, Moss étant épaulé par Maurice Trintignant. La Scuderia Centro Sud a également engagé deux Cooper T51 pour Colin Davis et Ian Burgess, tandis que Jack Fairman dispose de l'ancienne T45 de l'équipe High Efficiency Motors. Ces trois voitures sont quant à elles équipées d'un moteur quatre cylindres Maserati, moins efficace que le moteur Climax.
- BRM P25 & P48 "Usine"

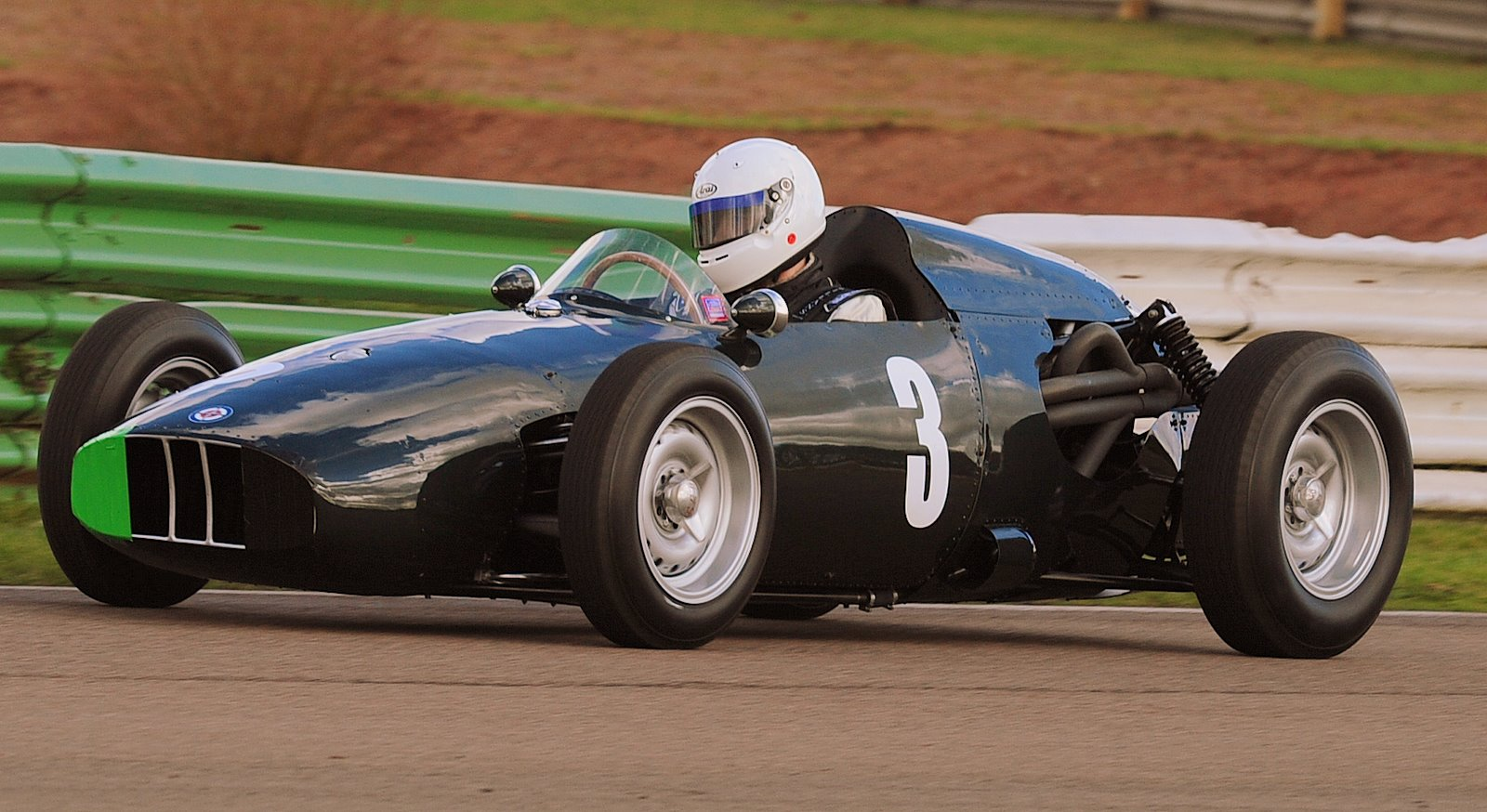
La BRM P48 à moteur central arrière (vue ici lors d'une course historique) va effectuer ses premiers tours de roue à Monza. Le premier prototype comportait une prise d'air sur le capot avant.

Trois P25 ont été engagées pour Harry Schell, Joakim Bonnier et Ron Flockhart, l'équipe disposant en outre de la nouvelle P48, tout juste achevée. Par rapport à la P25 à moteur avant, le nouveau modèle adopte la disposition à moteur central arrière qui a fait le succès des Cooper. Outre un gain de poids appréciable (460 kg pour la P48 contre près de 550 pour la P25), le nouveau modèle devrait s'avérer plus efficace en courbe. Il ne s'agit cependant que d'un premier prototype, n'ayant effectué aucun test préalable ; enregistré comme mulet, il n'est pas censé être utilisé en course. Les deux versions sont équipées du même bloc 4 cylindres délivrant 270 chevaux. 
- Lotus 16 "Usine"

Conçues par Colin Chapman selon les dernières techniques aéronautiques, les Type 16 sont les monoplaces les plus légères monoplaces du plateau. Disposant du même moteur Climax FPF que les Cooper, elles bénéficient d'un excellent rapport poids/puissance (450 kg pour 239 chevaux), mais leur tenue de route délicate et leur manque de fiabilité n'ont pas permis à la marque d'obtenir de résultat probant en Grand Prix. L'équipe de pilotes est constituée de Graham Hill et Innes Ireland.
- Aston Martin DBR4 "Usine"

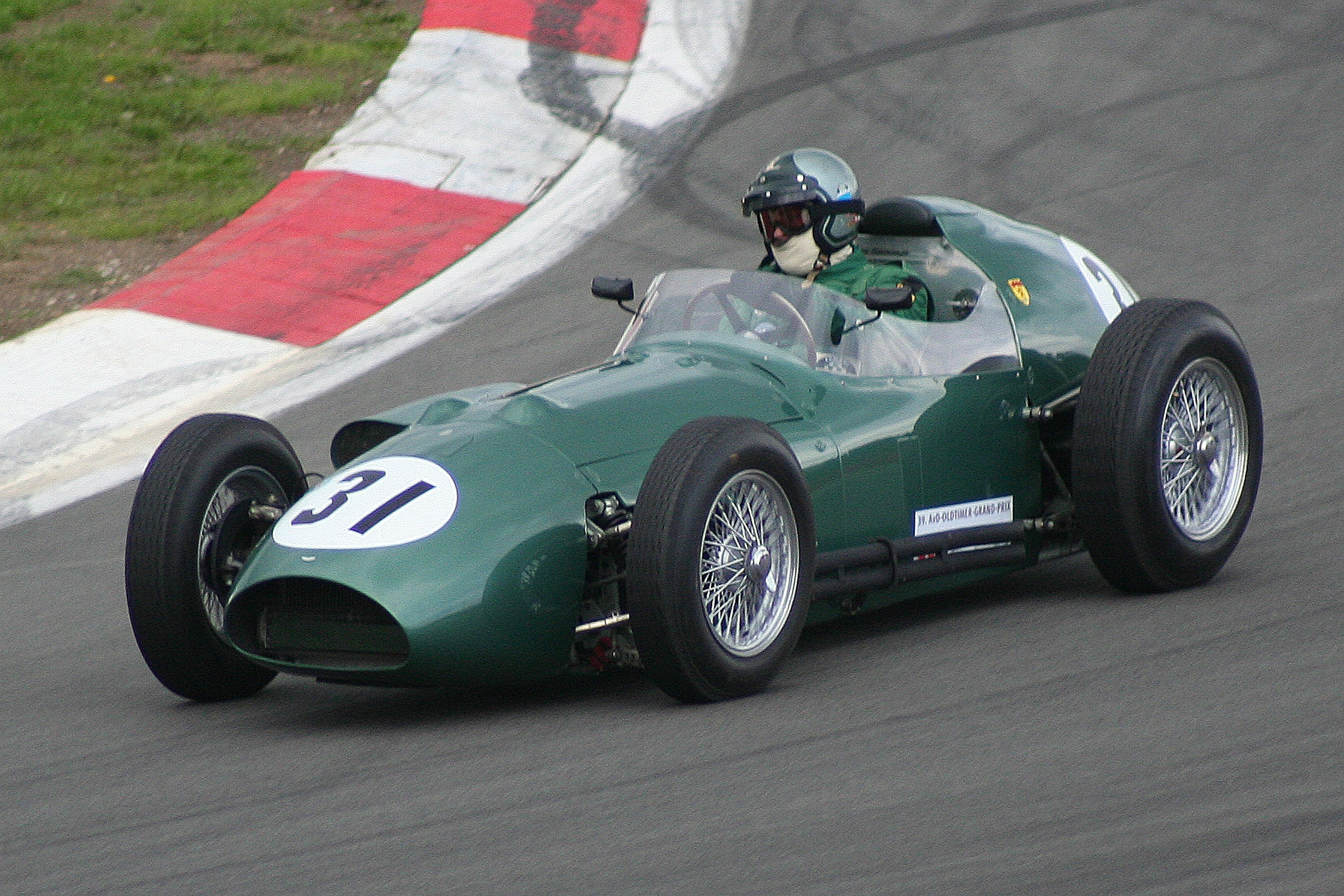
De conception dépassée, les DBR4/250 n'ont pas réussi à s'imposer sur le devant de la scène.

La conception des DBR4/250 débuta en 1956 et le premier châssis fut opérationnel fin 1957. Cependant, la marque britannique donna la priorité aux épreuves d'endurance en 1958, aussi le programme formule 1 ne débuta-t-il qu'un an plus tard. Malgré son extrême classicisme, la DBR4 (pesant 635 kg et animée par un moteur six cylindres de 280 chevaux) effectua des débuts encourageants lors de l'International Trophy à Silverstone, Roy Salvadori s'adjugeant la seconde place derrière la Cooper de Brabham. La première apparition en championnat, à Zandvoort, fut cependant décevante et malgré une prestation honorable à Aintree les Aston Martin n'ont jamais pu atteindre le niveau de leurs concurrentes. Deux monoplaces ont été engagées, Salvadori étant secondé par Carroll Shelby.
- Maserati 250F

Directeur sportif de la marque au trident, Nello Ugolini a personnellement engagé une vénérable 250F (moteur six cylindres en ligne, 270 chevaux) pour le pilote italien Giulio Cabianca.

## Coureurs inscrits
| no  | Pilote              | Écurie                   | Constructeur | Modèle            | Moteur             | Pneumatiques |
| --- | ------------------- | ------------------------ | ------------ | ----------------- | ------------------ | ------------ |
| 2 T | Harry Schell        | Owen Racing Organisation | BRM          | BRM P25 BRM P48   | BRM L4             | D            |
| 4   | Ron Flockhart       | Owen Racing Organisation | BRM          | BRM P25           | BRM L4             | D            |
| 6   | Joakim Bonnier      | Owen Racing Organisation | BRM          | BRM P25           | BRM L4             | D            |
| 8   | Bruce McLaren       | Cooper Car Company       | Cooper       | Cooper T51        | Coventry Climax L4 | D            |
| 10  | Giorgio Scarlatti   | Cooper Car Company       | Cooper       | Cooper T51        | Coventry Climax L4 | D            |
| 12  | Jack Brabham        | Cooper Car Company       | Cooper       | Cooper T51        | Coventry Climax L4 | D            |
| 14  | Stirling Moss       | Rob Walker Racing Team   | Cooper       | Cooper T51        | Coventry Climax L4 | D            |
| 16  | Maurice Trintignant | Rob Walker Racing Team   | Cooper       | Cooper T51        | Coventry Climax L4 | D            |
| 18  | Graham Hill         | Team Lotus               | Lotus        | Lotus 16          | Coventry Climax L4 | D            |
| 20  | Innes Ireland       | Team Lotus               | Lotus        | Lotus 16          | Coventry Climax L4 | D            |
| 22  | Jack Fairman        | High Efficiency Motors   | Cooper       | Cooper T45        | Maserati L4        | D            |
| 24  | Roy Salvadori       | David Brown Corporation  | Aston Martin | Aston Martin DBR4 | Aston Martin L6    | A            |
| 26  | Carroll Shelby      | David Brown Corporation  | Aston Martin | Aston Martin DBR4 | Aston Martin L6    | A            |
| 28  | Giulio Cabianca     | Scuderia Ugolini         | Maserati     | Maserati 250F     | Maserati L6        | D            |
| 30  | Tony Brooks         | Scuderia Ferrari         | Ferrari      | Ferrari Dino 246  | Ferrari V6         | D            |
| 32  | Phil Hill           | Scuderia Ferrari         | Ferrari      | Ferrari Dino 246  | Ferrari V6         | D            |
| 34  | Cliff Allison       | Scuderia Ferrari         | Ferrari      | Ferrari Dino 246  | Ferrari V6         | D            |
| 36  | Dan Gurney          | Scuderia Ferrari         | Ferrari      | Ferrari Dino 246  | Ferrari V6         | D            |
| 38  | Olivier Gendebien   | Scuderia Ferrari         | Ferrari      | Ferrari Dino 246  | Ferrari V6         | D            |
| 40  | Colin Davis         | Scuderia Centro Sud      | Cooper       | Cooper T51        | Maserati L4        | D            |
| 42  | Ian Burgess         | Scuderia Centro Sud      | Cooper       | Cooper T51        | Maserati L4        | D            |

## Qualifications
Les essais qualificatifs se déroulent les vendredi et samedi précédant la course. Les conditions de piste sont idéales et d'emblée Stirling Moss démontre sa supériorité, achevant la première journée avec un tour à 207,6 km/h de moyenne au volant de sa Cooper, loin devant ses adversaires. Il fait également très beau le samedi, où Tony Brooks s'approche d'un dixième de seconde du temps de référence établi la veille par Moss. Sur sa Cooper d'usine, Jack Brabham améliore également ses performances du vendredi et complète la première ligne de la grille de départ, s'approchant à une demi-seconde du temps de Moss. Il devance les Ferrari de Dan Gurney et Phil Hill, qui se partagent la seconde ligne.
L'équipe BRM a profité de la première journée pour tester sa nouvelle P48 à moteur central arrière ; Harry Schell a effectué une série de tours à son volant, mais la voiture n'est pas encore au point, le châssis manquant de rigidité, et les trois pilotes de la marque se sont rabattus sur leurs habituelles P25 à moteur avant, Schell se qualifiant en septième position entre les Ferrari d'Olivier Gendebien et de Cliff Allison. Prometteuses à Aintree, les Aston Martin sont loin d'avoir progressé et se sont montrées très décevantes à Monza, Roy Salvadori et Carroll Shelby étant relégués en fond de grille, perdant au moins cinq secondes au tour sur Moss.

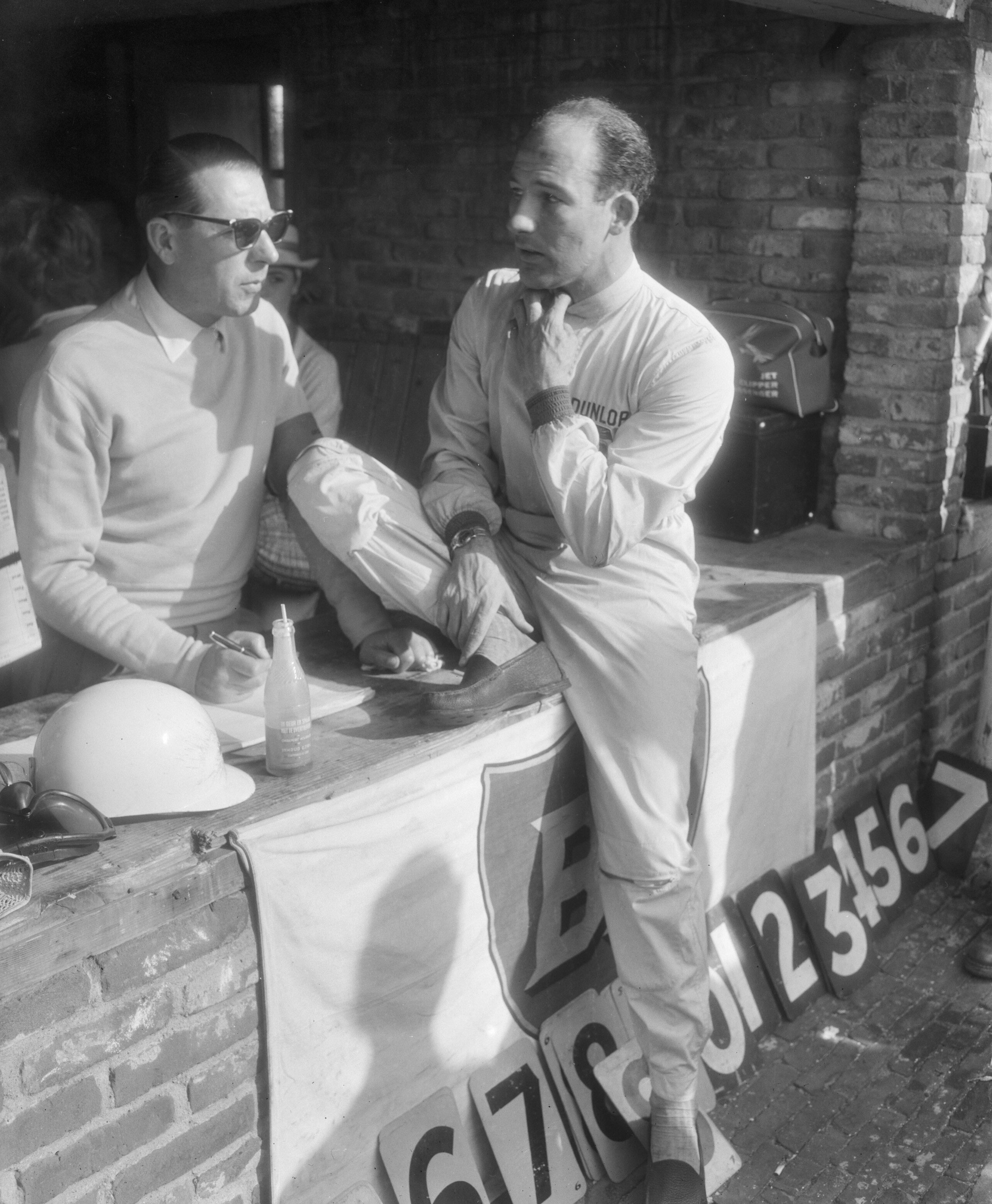
Stirling Moss (vu ici à Zandvoort en début de saison, assis sur le muret) s'est de nouveau montré le plus rapide aux essais.

| Pos. | Pilote              | Écurie          | Temps        | Écart    |
| ---- | ------------------- | --------------- | ------------ | -------- |
| 1    | Stirling Moss       | Cooper-Climax   | 1 min 39 s 7 |          |
| 2    | Tony Brooks         | Ferrari         | 1 min 39 s 8 | + 0 s 1  |
| 3    | Jack Brabham        | Cooper-Climax   | 1 min 40 s 2 | + 0 s 5  |
| 4    | Dan Gurney          | Ferrari         | 1 min 40 s 8 | + 1 s 1  |
| 5    | Phil Hill           | Ferrari         | 1 min 41 s 2 | + 1 s 5  |
| 6    | Olivier Gendebien   | Ferrari         | 1 min 41 s 4 | + 1 s 7  |
| 7    | Harry Schell        | BRM             | 1 min 41 s 6 | + 1 s 9  |
| 8    | Cliff Allison       | Ferrari         | 1 min 41 s 8 | + 2 s 1  |
| 9    | Bruce McLaren       | Cooper-Climax   | 1 min 42 s 0 | + 2 s 3  |
| 10   | Graham Hill         | Lotus-Climax    | 1 min 42 s 9 | + 3 s 2  |
| 11   | Joakim Bonnier      | BRM             | 1 min 43 s 1 | + 3 s 4  |
| 12   | Giorgio Scarlatti   | Cooper-Climax   | 1 min 43 s 3 | + 3 s 6  |
| 13   | Maurice Trintignant | Cooper-Climax   | 1 min 43 s 4 | + 3 s 7  |
| 14   | Innes Ireland       | Lotus-Climax    | 1 min 43 s 5 | + 3 s 8  |
| 15   | Ron Flockhart       | BRM             | 1 min 43 s 6 | + 3 s 9  |
| 16   | Ian Burgess         | Cooper-Maserati | 1 min 44 s 6 | + 4 s 9  |
| 17   | Roy Salvadori       | Aston Martin    | 1 min 44 s 7 | + 5 s 0  |
| 18   | Colin Davis         | Cooper-Maserati | 1 min 44 s 9 | + 5 s 2  |
| 19   | Carroll Shelby      | Aston Martin    | 1 min 46 s 4 | + 6 s 7  |
| 20   | Jack Fairman        | Cooper-Maserati | 1 min 49 s 4 | + 9 s 7  |
| 21   | Giulio Cabianca     | Maserati 250F   | 1 min 51 s 5 | + 11 s 8 |

## Grille de départ du Grand Prix
| 1re ligne | Pos. 1                         |                                  | Pos. 2                              |                              | Pos. 3                          |
|           | Moss Cooper 1 min 39 s 7       |                                  | Brooks Ferrari 1 min 39 s 8         |                              | Brabham Cooper 1 min 40 s 2     |
| 2e ligne  |                                | Pos. 4                           |                                     | Pos. 5                       |                                 |
|           |                                | Gurney Ferrari 1 min 40 s 8      |                                     | P. Hill Ferrari 1 min 41 s 2 |                                 |
| 3e ligne  | Pos. 6                         |                                  | Pos. 7                              |                              | Pos. 8                          |
|           | Gendebien Ferrari 1 min 41 s 4 |                                  | Schell BRM 1 min 41 s 6             |                              | Allison Ferrari 1 min 41 s 8    |
| 4e ligne  |                                | Pos. 9                           |                                     | Pos. 10                      |                                 |
|           |                                | McLaren Cooper 1 min 42 s 0      |                                     | G. Hill Lotus 1 min 42 s 9   |                                 |
| 5e ligne  | Pos. 11                        |                                  | Pos. 12                             |                              | Pos. 13                         |
|           | Bonnier BRM 1 min 43 s 1       |                                  | Scarlatti Cooper 1 min 43 s 3       |                              | Trintignant Cooper 1 min 43 s 4 |
| 6e ligne  |                                | Pos. 14                          |                                     | Pos. 15                      |                                 |
|           |                                | Ireland Lotus 1 min 43 s 5       |                                     | Flockhart BRM 1 min 43 s 6   |                                 |
| 7e ligne  | Pos. 16                        |                                  | Pos. 17                             |                              | Pos. 18                         |
|           | Burgess Cooper 1 min 44 s 6    |                                  | Salvadori Aston Martin 1 min 44 s 7 |                              | Davis Cooper 1 min 44 s 9       |
| 8e ligne  |                                | Pos. 19                          |                                     | Pos. 20                      |                                 |
|           |                                | Shelby Aston Martin 1 min 46 s 4 |                                     | Fairman Lotus 1 min 49 s 4   |                                 |
| 9e ligne  |                                |                                  | Pos. 21                             |                              |                                 |
|           |                                |                                  | Cabianca Maserati 1 min 51 s 5      |                              |                                 |

## Déroulement de la course
Pour la course, Stirling Moss a fait monter des jantes arrière à moyeu Rudge, avec papillon de serrage central comme sur les Ferrari (système permettant un changement assez rapide des roues), contrairement aux autres pilotes Cooper qui ont gardé leurs traditionnelles jantes à quatre boulons, certains de pouvoir effectuer toute la course sans changement de pneus.
Le temps est chaud et ensoleillé au moment du départ, le dimanche après-midi. Sur leurs Cooper, Stirling Moss et Jack Brabham s’extraient en tête de la première ligne, contrairement à Tony Brooks qui grille l'embrayage de sa Ferrari au démarrage. Derrière les autres pilotes parviennent à éviter le pilote britannique qui ne va même pas parvenir à accomplir un tour avant d'abandonner. Moss repasse le premier devant les stands, suivi de Brabham, lui-même talonné par la Ferrari de Phil Hill. Viennent ensuite, en formation serrée, les Ferrari de Dan Gurney et Olivier Gendebien encadrant la BRM d'Harry Schell. Profitant de sa vitesse de pointe supérieure, Hill dépasse Brabham dans la ligne droite, puis Moss un peu plus loin, prenant la tête de la course. Moss parvient toutefois à rester dans les roues du pilote américain, profitant de l'aspiration dans les lignes droites. Derrière Gurney a dépassé Brabham. Hill et Moss ont adopté une allure très rapide et ont pris quelques longueurs d'avance sur leurs adversaires ; le Britannique reprend momentanément la tête au cours du quatrième tour, puis se laisse repasser peu après, se contentant dès lors de coller aux roues de la Ferrari. Après un début de course prudent, Cliff Allison est passé à l'attaque et se retrouve bientôt dans le sillage de Brabham après avoir doublé sans coup férir son coéquipier Gendebien et la BRM de Schell. La moyenne monte progressivement, Allison étant alors le plus rapide en piste après avoir accompli une boucle à plus de 202 km/h de moyenne. Au dixième tour, il passe Brabham pour le gain de la quatrième place, alors que Hill et Moss continuent leur duel roues dans roues, une cinquantaine de mètres devant Gurney. Les vingt tours suivants ne vont apporter aucun changement, l'écart entre les deux premiers n'excédant jamais quelques dixièmes de seconde, tandis que Gurney toujours troisième, se maintient à moins de deux secondes. Brabham se laisse progressivement distancer, ménageant mécanique et pneus, conscient du fait que les Ferrari qui le précèdent vont devoir effectuer un changement de pneus. Parti en tête-à-queue au virage sud alors qu'il occupait la sixième place, son coéquipier Bruce McLaren ne va pouvoir bénéficier de cette tactique, dans l'incapacité de repartir après le calage de son moteur.
Peu avant son arrêt prévu au trente-troisième tour, Hill tente de prendre du champ sur son principal poursuivant, portant le record à plus de 206 km/h. Le passage au stand va cependant lui coûter une trentaine de secondes, le pilote américain repartant en quatrième position, juste devant Brabham. Maintenant seul en tête, Moss a alors deux secondes d'avance sur Gurney et dix sur Allison, qui vont successivement s'arrêter pour monter à leur tour des pneus neufs, opération qui va s'avérer un peu plus longue que prévu. Après cette vague d’arrêts, Moss possède une confortable avance de quarante-cinq secondes sur Hill et près de cinquante sur Brabham. Persuadée que Moss va devoir effectuer un changement de pneus arrière, la Scuderia Ferrari joue la course d'attente, Hill se contentant de maintenir l’écart sur la Cooper de tête. Cette faute de jugement permet à Moss de baisser légèrement l'allure et de contrôler au mieux l'usure de ses pneumatiques. Ce n'est qu'à une vingtaine de tours de l'arrivée que la Scuderia réalise son erreur et lance son pilote à l'assaut de la première place. Donnant le maximum, Hill va parvenir à grappiller quelques secondes sur son adversaire, mais ce dernier a suffisamment de ressources pour contrôler le retour de l'Américain. La cause est entendue et les Ferrari vont être une nouvelle fois battues sur leurs terres. Moss remporte son troisième Grand Prix d'Italie, passant la ligne avec plus de quarante-cinq secondes d'avance sur Hill. Étant parvenu à préserver sa troisième place devant Gurney, Brabham conserve la tête du championnat, mais Moss s'est parfaitement replacé dans la course au titre mondial qui se jouera en décembre au Grand Prix des Etats-Unis, épreuve dont l'organisation vient juste d'être officialisée.

### Classements intermédiaires
Classements intermédiaires des monoplaces aux premier, troisième, cinquième, dixième, quinzième, vingtième, trentième, trente-cinquième, quarantième, cinquantième, soixantième et soixante-cinquième tours.

### Classement de la course
| Pos  | No | Pilote              | Écurie          | Tours | Temps/Abandon                      | Grille | Points |
| ---- | -- | ------------------- | --------------- | ----- | ---------------------------------- | ------ | ------ |
| 1    | 14 | Stirling Moss       | Cooper-Climax   | 72    | 2 h 04 min 05 s 4                  | 1      | 8      |
| 2    | 32 | Phil Hill           | Ferrari         | 72    | 2 h 04 min 52 s 1 (+ 46 s 7)       | 5      | 7      |
| 3    | 12 | Jack Brabham        | Cooper-Climax   | 72    | 2 h 05 min 17 s 9 (+ 1 min 12 s 5) | 3      | 4      |
| 4    | 36 | Dan Gurney          | Ferrari         | 72    | 2 h 05 min 25 s 0 (+ 1 min 19 s 6) | 4      | 3      |
| 5    | 34 | Cliff Allison       | Ferrari         | 71    | 2 h 04 min 18 s 0 (+ 1 tour)       | 8      | 2      |
| 6    | 38 | Olivier Gendebien   | Ferrari         | 71    | 2 h 05 min 37 s 9 (+ 1 tour)       | 6      |        |
| 7    | 2  | Harry Schell        | BRM             | 70    | 2 h 04 min 15 s 8 (+ 2 tours)      | 7      |        |
| 8    | 6  | Jo Bonnier          | BRM             | 70    | 2 h 04 min 17 s 5 (+ 2 tours)      | 11     |        |
| 9    | 16 | Maurice Trintignant | Cooper-Climax   | 70    | 2 h 04 min 57 s 7 (+ 2 tours)      | 13     |        |
| 10   | 26 | Carroll Shelby      | Aston Martin    | 70    | 2 h 05 min 38 s 7 (+ 2 tours)      | 19     |        |
| 11   | 40 | Colin Davis         | Cooper-Maserati | 68    | 2 h 04 min 59 s 6 (+ 4 tours)      | 18     |        |
| 12   | 10 | Giorgio Scarlatti   | Cooper-Climax   | 68    | 2 h 05 min 20 s 8 (+ 4 tours)      | 12     |        |
| 13   | 4  | Ron Flockhart       | BRM             | 67    | 2 h 04 min 58 s 7 (+ 5 tours)      | 15     |        |
| 14   | 42 | Ian Burgess         | Cooper-Maserati | 67    | 2 h 05 min 15 s 8 (+ 5 tours)      | 16     |        |
| 15   | 28 | Giulio Cabianca     | Maserati        | 64    | 2 h 04 min 28 s 6 (+ 8 tours)      | 21     |        |
| Abd. | 24 | Roy Salvadori       | Aston Martin    | 44    | Moteur                             | 17     |        |
| Abd. | 8  | Bruce McLaren       | Cooper-Climax   | 22    | Moteur                             | 9      |        |
| Abd. | 22 | Jack Fairman        | Cooper-Maserati | 18    | Moteur                             | 12     |        |
| Abd. | 20 | Innes Ireland       | Lotus-Climax    | 14    | Freins                             | 14     |        |
| Abd. | 18 | Graham Hill         | Lotus-Climax    | 1     | Embrayage                          | 10     |        |
| Abd. | 30 | Tony Brooks         | Ferrari         | 0     | Embrayage                          | 2      |        |

Légende :
- Abd.= Abandon

### Pole position et record du tour
- Pole position :  Stirling Moss en 1 min 39 s 7 (vitesse moyenne : 207,623 km/h). Temps réalisé lors de la séance d'essais du vendredi 11 septembre[1].
- Meilleur tour en course :  Phil Hill en 1 min 40 s 4 au trente-deuxième tour (vitesse moyenne : 206,175 km/h).

#### Évolution du record du tour en course
Le record du tour fut amélioré cinq fois au cours de l'épreuve.

### Tours en tête
- Stirling Moss : 43 tours (1 / 4 / 15 / 33-72)
- Phil Hill : 29 tours (2-3 / 5-14 / 16-32)

## Classement général à l'issue de la course
- Attribution des points : 8, 6, 4, 3, 2 respectivement aux cinq premiers de chaque épreuve et 1 point supplémentaire pour le pilote ayant accompli le meilleur tour en course (signalé par un astérisque). Le point du record du tour est partagé entre Stirling Moss et Bruce McLaren au Grand Prix de Grande-Bretagne.
- Pour la coupe des constructeurs, même barème mais seule la voiture la mieux classée de chaque équipe inscrit des points. Le point du meilleur tour en course n'est pas comptabilisé. Les 500 miles d'Indianapolis ne sont pas pris en compte pour cette coupe, la course n'étant pas ouverte aux monoplaces de formule 1.
- Seuls les cinq meilleurs résultats sont comptabilisés. Pour la coupe des constructeurs, Cooper doit décompter les quatre points acquis en France et les trois acquis en Allemagne et Ferrari doit décompter les deux points acquis en France.
- Le règlement permet aux pilotes de se relayer sur une même voiture, les points éventuellement acquis étant alors perdus pour pilotes et constructeur[1].

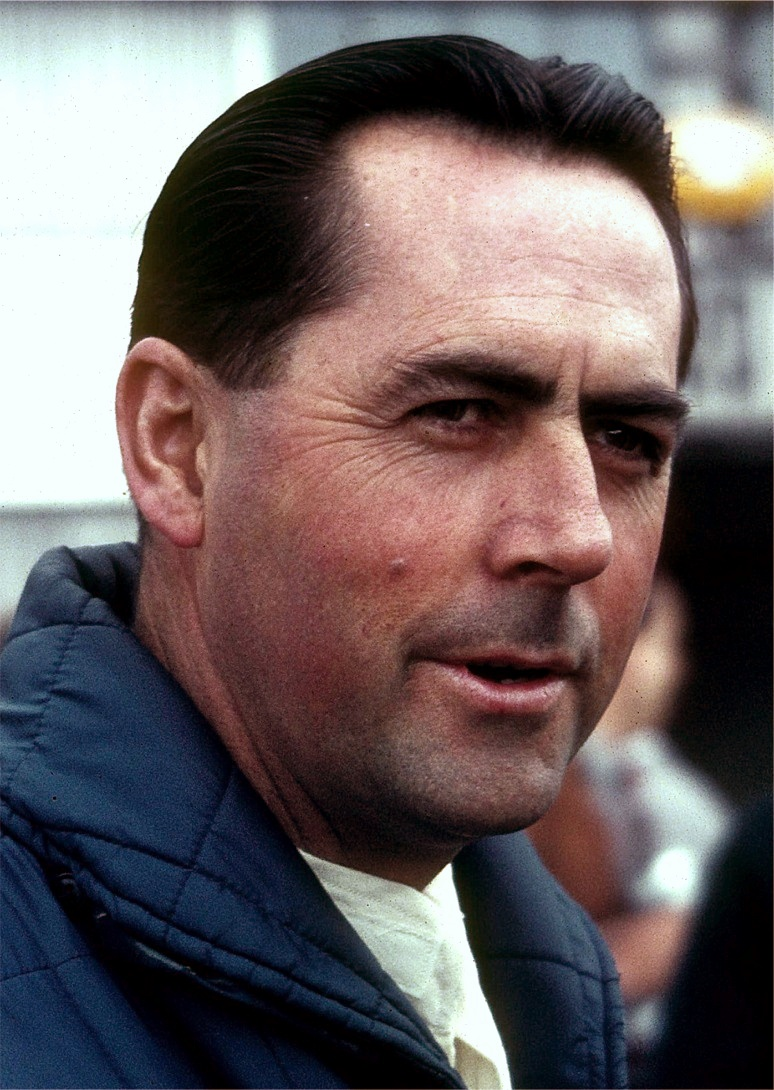
Troisième à Monza, Jack Brabham conserve la tête du championnat, mais se voit désormais directement menacé par Stirling Moss.

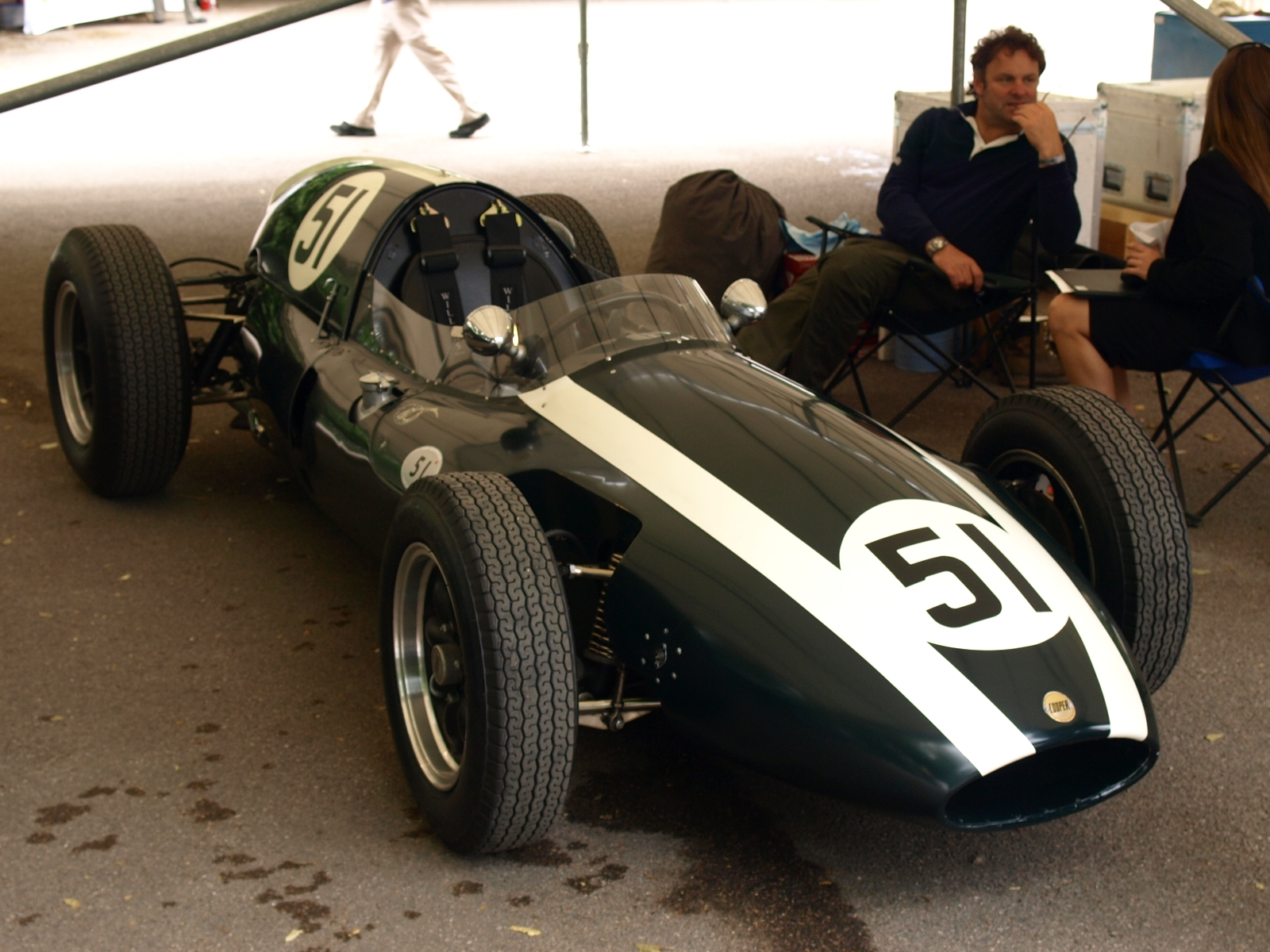
Avec la quatrième victoire en championnat cette saison de sa T51 à moteur central arrière, Cooper est déjà assuré de remporter la coupe des constructeurs.

| Pos. | Pilote              | Écurie       | Points | MON | 500 | NL | FRA | GBR  | ALL | POR | ITA | USA |
| ---- | ------------------- | ------------ | ------ | --- | --- | -- | --- | ---- | --- | --- | --- | --- |
| 1    | Jack Brabham        | Cooper       | 31     | 9*  | -   | 6  | 4   | 8    | -   | -   | 4   |     |
| 2    | Stirling Moss       | Cooper & BRM | 25,5   | -   | -   | 1* | 1*  | 6,5* | -   | 9*  | 8   |     |
| 3    | Tony Brooks         | Ferrari      | 23     | 6   | -   | -  | 8   | -    | 9*  | -   | -   |     |
| 4    | Phil Hill           | Ferrari      | 20     | 3   | -   | -  | 6   | -    | 4   | -   | 7*  |     |
| 5    | Dan Gurney          | Ferrari      | 13     | -   | -   | -  | -   | -    | 6   | 4   | 3   |     |
| 6    | Maurice Trintignant | Cooper       | 12     | 4   | -   | -  | -   | 2    | 3   | 3   | -   |     |
| 7    | Joakim Bonnier      | BRM          | 10     | -   | -   | 8  | -   | -    | 2   | -   | -   |     |
|      | Masten Gregory      | Cooper       | 10     | -   | -   | 4  | -   | -    | -   | 6   | -   |     |
| 9    | Bruce McLaren       | Cooper       | 8,5    | 2   | -   | -  | 2   | 4,5* | -   | -   | -   |     |
| 10   | Rodger Ward         | Watson       | 8      | -   | 8   | -  | -   | -    | -   | -   | -   |     |
| 11   | Jim Rathmann        | Watson       | 6      | -   | 6   | -  | -   | -    | -   | -   | -   |     |
| 12   | Johnny Thomson      | Lesovsky     | 5      | -   | 5*  | -  | -   | -    | -   | -   | -   |     |
|      | Harry Schell        | BRM          | 5      | -   | -   | -  | -   | 3    | -   | 2   | -   |     |
| 14   | Tony Bettenhausen   | Epperly      | 3      | -   | 3   | -  | -   | -    | -   | -   | -   |     |
|      | Innes Ireland       | Lotus        | 3      | -   | -   | 3  | -   | -    | -   | -   | -   |     |
|      | Olivier Gendebien   | Ferrari      | 3      | -   | -   | -  | 3   | -    | -   | -   | -   |     |
| 17   | Paul Goldsmith      | Epperly      | 2      | -   | 2   | -  | -   | -    | -   | -   | -   |     |
|      | Jean Behra          | Ferrari      | 2      | -   | -   | 2  | -   | -    | -   | -   | -   |     |
|      | Cliff Allison       | Ferrari      | 2      | -   | -   | -  | -   | -    | -   | -   | 2   |     |

| Pos. | Écurie        | Points  | MON | 500 | NL  | FRA | GBR | ALL | POR | ITA | USA |
| ---- | ------------- | ------- | --- | --- | --- | --- | --- | --- | --- | --- | --- |
| 1    | Cooper-Climax | 38 (45) | 8   | -   | 6   | (4) | 8   | (3) | 8   | 8   |     |
| 2    | Ferrari       | 32 (34) | 6   | -   | (2) | 8   | -   | 8   | 4   | 6   |     |
| 3    | BRM           | 18      | -   | -   | 8   | -   | 6   | 2   | 2   | -   |     |
| 4    | Lotus-Climax  | 3       | -   | -   | 3   | -   | -   | -   | -   | -   |     |

## À noter
- 12e victoire en championnat du monde pour Stirling Moss.
- 6e victoire en championnat du monde pour Cooper en tant que constructeur.
- 6e victoire en championnat du monde pour Climax en tant que motoriste.
- À l'issue de cette course, Cooper remporte du la coupe des constructeurs.